# かずといずみ
かずと いずみ（1979年12月3日 - ）は、日本の漫画家。東京都大田区出身。既婚。かつてはいずみの名義で活動していた。
2001年に『まんがくらぶ』（竹書房）掲載の「クリーニングみなみちゃん」でデビューし、翌2002年に『まんがタイムきらら』（芳文社）で連載開始した『ちょこパフェ』で連載デビュー。4コマ漫画雑誌を中心に活動していたが、2004年にストーリー漫画へ転向し、『月刊サンデーGENE-X』（小学館）で『貧乏姉妹物語』の連載を開始して代表作となった。

## 来歴
1998年3月、東京都立雪谷高等学校を卒業。1999年、メディアワークスの「第6回電撃ゲーム3大賞（現電撃大賞）」のコミック部門佳作を受賞し担当もついたが、その時は連載デビューできなかった。
その後、森下裕美のファンだったことから、森下が表紙およびメイン作家であった『まんがくらぶ』（竹書房）に4コマ漫画「クリーニングみなみちゃん」を投稿する。同作が2001年1月の準月間賞として第7回竹書房漫画新人賞にノミネートされ、佳作を受賞し『まんがくらぶ』2001年6月号に掲載されデビュー。
まんがくらぶ2001年3月号には掲載されていない。ただし、同誌4月号（他誌では3月号もあるが）の応募作品紹介に「クリーニングみなみちゃん」の1篇「ごあいさつ」が掲載されている。
その後はいくつかの読み切り作をゲスト掲載した後、「まんがタイムきらら」（芳文社）にて初連載。ストーリー漫画に転向後は「月刊サンデーGENE-X」（小学館）で『貧乏姉妹物語』を、「コンプティーク」（角川書店）でコラム『塵も積もればスキになる!』を連載。『貧乏姉妹物語』は2006年にアニメ化され、テレビ朝日などで放送された。『貧乏姉妹物語』の連載終了後は「マジキュー」（エンターブレイン）や「月刊コミックラッシュ」（ジャイブ）『コミック百合姫』（一迅社）などで単発イラストの仕事のほか、芳文社の百合アンソロジー『つぼみ』で不定期に作品を発表していた。
『貧乏姉妹物語』連載終了以降、連載ではなく単発イラストの仕事だけであったことに関して2011年5月8日のブログの中で、商業誌での連載が「『たくさんの方に見てもらえる機会』が『たくさんの方に迷惑をかけてしまう』という認識に変わってしまった」ことにより、商業誌でやっていく自信がなくなってしまい、なかなか連載に踏み出せなかったと綴っている。そんな中『蒲田魔女』を連載でやらないかという誘いを受け、「この機会にもう一度頑張ってみよう!という気持ちになりました」とのこと。こうして2011年、久々の4コマ漫画『蒲田魔女』を『4コマnanoエース』（角川書店）で連載開始。
現在は漫画作品の創作活動は事実上の休業状態であり、主に色紙画などの制作販売を主体にしている。

## 人物
- 温泉ソムリエの資格を持つ[5]。
- 2013年5月30日、男児を出産したことを自身のツイッターにて報告した[6]。
- 2019年3月20日には第2子となる女児を出産した[7]。

## エピソード
- 1979年12月生まれであるため、高校時代は時局的にルーズソックスブームの真っ只中であったが、本人はルーズソックスに関心が無く、当時としては少数派であるタイツ派で、当時から黒タイツを愛用していた[8]。この黒タイツへの拘りが現在の作品群にも色濃く表れている。
- 『貧乏姉妹物語』で姉妹が居住している桜の木が見えるアパートは作者の実家がモデルである。作者の実家には桜の木が在り、嘗て下宿を営んでいたといい、そこから着想を得たものである[9]。なお、姉妹は作者の知人がモデルというが、作者自身も2人姉妹である。
- 20代の初めごろ、クリーニング店のアルバイトをしていた。『クリーニングみなみちゃん』はこの時の経験から着想を得た作品である。なお、当時のペンネームは「いずみ」であったため、編集担当が混同して何度もタイトルを『クリーニングいずみちゃん』に間違えられたという。
- 現在も精力的に同人誌活動を行なっていることからも判るように、これまでに刊行した同人誌は多岐に及ぶ。余りにも多いため、作者本人も過去の作品を全て把握しきれないという。
- 以前は定期的にブログの更新を行なっていたが、Twitterを多用するようになったことと、結婚・出産後は育児中心の生活をしているため、近年はコミックマーケットやコミティアなどへの参加を告知する程度にほぼ留まっており、殆ど更新されなくなっている。しかし、2021年9月頃より更新頻度が多少増している。
- 親交のあるよしづきくみちとはデビュー前の2000年ごろから付き合いがある旧知の間柄である。現在もお互いの同人誌作品に寄稿し合っている。よしづきから受けた影響は大きく、キャラクターデザインなど、絵のタッチが共通している。

## 作品リスト

### 漫画作品

#### 連載
- 『ちょこパフェ』芳文社〈まんがタイムKRコミックス〉全2巻（『まんがタイムきらら』）※「いずみ」名義
  1. ISBN 9784832275096
  2. ISBN 9784832275409
- 『貧乏姉妹物語』小学館〈サンデーGXコミックス〉全4巻（『月刊サンデーGENE-X』2004年 - 2006年）
  1. ISBN 9784091573414
  2. ISBN 9784091570192
  3. ISBN 9784091570598
  4. ISBN 9784091570789
- 『蒲田魔女』角川書店〈角川コミックス・エースエクストラ〉単巻（『4コマnanoエース』）、2012年7月発行、ISBN 9784041203026
- 『銭湯ハワイ』芳文社〈まんがタイムKRコミックス つぼみシリーズ〉単巻（『つぼみwebコミック』）、2013年6月発行、ISBN 9784832243132

#### 短編集
- 『小さな惑星の小さなお話』ジャイブ、2008年5月発行、ISBN 9784861764868
  - 『あかよろし!』をはじめとする14作の短編集。
- 『三ツ星クリーニング』ジャイブ、2008年12月発行、ISBN 9784861765889
  - 当初はデビュー作『クリーニングみなみちゃん』と『まんがライフMOMO』（竹書房）で創刊号から2004年7月号まで連載された「三ツ星書店」を併せた同人誌として2004年8月のコミックマーケット66で発行。その後、新作・未収録作品を追加し同名の作品集として2008年12月に刊行された。
- 『くろよめ』芳文社、2011年2月発行、ISBN 9784832279926
  - 表題作は著者が2008年～2009年にかけて同人誌で発表していた作品を手直ししたもの。タイトルは「黒タイツをはいた嫁」の略であることがあとがきに記されている。その他、『つぼみ』に掲載された「めとらば」および書き下ろしを追加した作品集。

### その他
- アンダー・ラグ・ロッキング（著：名瀬樹、メディアワークス、2003年6月発行、ISBN 9784840223904） - 挿絵
- よりみちドロップ（エンターブレイン、2007年3月発行、ISBN 9784757734470） - 画集
- 帝王切開は自業自得と言われた話 - Web漫画。パパスマイルにて掲載、全8話。作者の第1子出産の際に言われた言葉を漫画化したもの[10]。

## 作風・特徴
- 少女キャラは黒タイツを穿いていることが多いが、黒タイツだけでなく、白タイツもそれなりに多い。
- これまで原作した作品の殆どは女性が主人公である。
  - これは、どの作品も登場人物自体が殆ど女性で占められているため。男性が1人も登場しない作品も少なくない。
  - ただし、男性が主人公の作品も一部存在する。『小さな惑星の小さなお話』に収録されている『はちみつレモン』は男性が主人公となっている数少ない作品である。
- 百合を匂わせる作品が多い。これは作者自身が認めており、自己紹介などでそのように記載している。
- 現在も同人誌活動を積極的に行っている。